# Paracolletes subfuscus
Paracolletes subfuscus là một loài Hymenoptera trong họ Colletidae. Loài này được Cockerell mô tả khoa học năm 1906.